# The Heart of the World
The Heart of the World is een 6 minuten durende zwart-wit korte film van regisseur Guy Maddin. Hij maakte deze in opdracht van het Toronto Film Festival 2000.
De film gaat over wetenschapper Anna, die verliefd is op twee broers, Osip en Nikolai. Ze constateert dat het hart van de wereld het zal gaan begeven en terwijl er overal onrust uitbreekt proberen zowel Osip als Nikolai haar hart te veroveren.
De film heeft een hoge cult-waarde, zowel door de kunstmatig beschadigde filmprint, de hyperkinetische montage, als de filmsets die geïnspireerd zijn door de klassieke Russische stille film, Aelita, Queen of Mars (1924).

## Rolverdeling
| Acteur          | Personage |
| --------------- | --------- |
| Leslie Bais     | Anna      |
| Caelum Vatnsdal | Osip      |
| Shaun Balbar    | Nikolai   |
| Greg Klymkiw    | Akmatov   |